# Hutovo Blato
Hutovo Blato (kyrillisk: Хутово Блато ) er et natur- og fuglereservat beliggende i Bosnien-Hercegovina. Det er primært sammensat af sumpområder, der blev skabt af det underjordiske grundvandssystem i floden Krupa. Den får vand fra kalkstensmassivet Ostrvo, der deler Deransko-søen og Svitavsko-søen . Reservatet er på listen over BirdLife Internationals vigtige fugleområder. Det er det største reservat af sin art i regionen, både hvad angår størrelse og mangfoldighed. Det er hjemsted for over 240 arter trækfugle og snesevis, der har deres permanente hjem i vådområderne omkring Deransko-søen. I træksæsonen fylder titusindvis af fugle søen og dens omgivelser.

## Vådområder
Dalen langs de sidste 30 km af Neretva-floden og selve floden udgør et bemærkelsesværdigt landskab. Nedstrøms fra sammenløbet af dets bifloder, floderne Trebižat og Bregava, breder dalen sig til en alluvial vifte, der dækker 20.000 hektar. Den øvre dal, de 7.411 hektar i Bosnien-Hercegovina, hedder Hutovo Blato.

### Ramsarområde
Neretva Delta har været anerkendt som et Ramsarområde siden 1992, og Hutovo Blato siden 2001. Begge områder udgør ét integreret Ramsar-sted, der er en naturlig enhed opdelt af statsgrænsen. Programmet Important Bird Areas, administreret af BirdLife International, dækker beskyttede områder i Kroatien og Bosnien-Hercegovina.

## Hutovo Blato Naturpark
Siden 1995 har Hutovo Blato været beskyttet som Hutovo Blato Naturpark og forvaltes af en offentlig myndighed. Hele zonen er godt beskyttet mod menneskelig påvirkning og fungerer som et vigtigt levested for mange planter og dyr.Det historiske sted, Den gamle fæstning Hutovo Blato, ligger i naturparkens område.
Naturparken "Hutovo Blato" ligger i den sydvestlige del af Bosnien-Hercegovina, 30 km fra byen Mostar og tæt på den kroatiske grænse. Den strækker sig over et område på ca. 7.411 ha og repræsenterer et af de rigeste vådområde-reservater i Europa. Indtil 1995, hvor det kantonale beskyttede område blev grundlagt, var Hutovo Blato et velkendt område, der primært var kendt for sin jagt- og fisketurisme. Hver vinter finder over 200 fuglearter ly i denne uberørte natur.

Besøgende kan nyde afslapning, rekreative aktiviteter i naturen, sportsfiskeri og cykling. Der er også en undervisningssti, der giver information om parken og øger miljøbevidstheden og behovet for at bevare naturarven i naturparken "Hutovo Blato".

### Gornje Blato – Deransko sø
Den del af parken, der har bevaret sin oprindelige form og næsten uberørte natur.
Gornje Blato-Deransko-søen forsynes af de karske vandkilder i floden Trebišnjica, der udspringer i nærheden af de tilstødende bakker. Den er hydrogeologisk forbundet med Neretva-floden gennem dens udløb, Krupa-floden, dannet af 5 søer (Škrka, Deranja, Jelim, Orah, Drijen) og af store dele permanent oversvømmet, også isoleret af brede lunde af rørskov og træer, og repræsenterer således det mest interessante bevarede område.

### Floden Krupa
Krupa-floden er Neretvas venstre biflod og den vigtigste vandstrøm i Hutovo Blato, som fører vandet fra søerne Deransko og Svitavsko ud i floden Neretva. Krupa er 9 km lang med en gennemsnitlig dybde på 5 meter. Krupa-floden har ikke en egentlig kilde, men er faktisk en arm af Deransko-søen. Krupa-floden er også en unik flod i Europa, fordi den løber begge veje. Den løber "normalt" fra "kilden" til udmundingen, men også fra udmundingen til "kilden" når floden Neretva på grund af høj vandstand og store vandmængder presser vandet i den modsatte retning.